# Feuerwehr-Bedienfeld

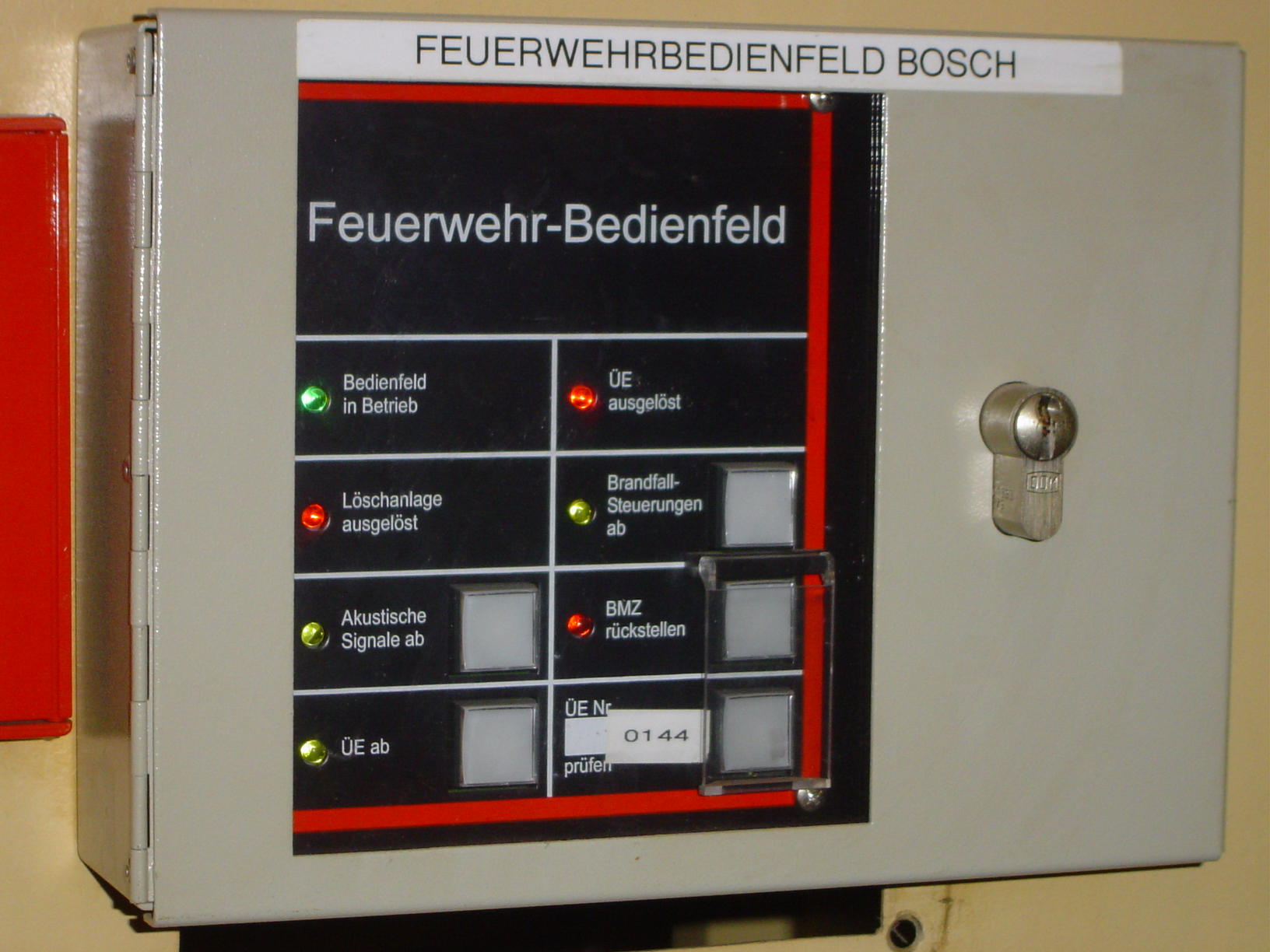
Feuerwehr-Bedienfeld

Das Feuerwehr-Bedienfeld (Abkürzung: FBF) ist eine Zusatzeinrichtung für Brandmeldeanlagen mit Übertragungseinrichtung zur Feuerwehr. Das FBF zeigt bestimmte Betriebszustände der Brandmeldeanlage an. Die genormte Gestaltung der Anzeige- und Bedienelemente ermöglichen es dem Einsatzpersonal der Feuerwehr, Anlagenzustände zu erkennen und Bedienvorgänge durchzuführen. Da das FBF mit einem Schloss der örtlichen Feuerwehr versehen ist, können die Funktionstasten nur durch sie, nicht aber den Betreiber, betätigt werden.

## Normative Anforderungen
Die DIN 14675 fordert ein FBF bei BMA mit Alarmweiterleitung an die Feuerwehr. In Deutschland ist es nach DIN 14661, in Österreich nach ÖNORM F 3031 genormt.
In Deutschland hat sich das Feuerwehr-Bedienfeld nach DIN 14675 an der Erstinformationsstelle für die Feuerwehr zu befinden, und zwar in räumlicher Nähe mit dem Feuerwehr-Anzeigetableau und den Feuerwehr-Laufkarten. Das FBF hat gut sichtbar, bedienbar und frei zugänglich zu sein. Gegebenenfalls ist es zu kennzeichnen. Die Planung und Montage hat in Absprache mit der Feuerwehr (Anschlussbedingungen der Feuerwehren) oder einer zuständigen Behörde zu erfolgen.

## Anzeigen und Bedienelemente
| Bedienfeld in Betrieb FBF ist betriebsbereit (Ruhezustand)                                                                                   | ÜE ausgelöst Übertragungseinrichtung (ÜE) hat ausgelöst oder ist manuell (mit Taste ÜE Nr. XXX prüfen) ausgelöst worden. |
| Löschanlage ausgelöst Evtl. angeschaltete Feuerlöschanlage (z. B. Sprinkleranlage, Gaslöschanlage) wurde ausgelöst.                          | Brandfall-Steuerung ab _ A1 Leuchtet, wenn die Abschaltung der Ansteuereinrichtung seitens des Betreibers an der eigentlichen Brandmeldeanlage vorgenommen wurde. |
| Akustische Signale ab _ A1 Die akustische Alarmierungseinrichtung (z. B. zur Warnung von Personen) des Objektes ist abgeschaltet.            | BMZ rückstellen _ Die BMZ befindet oder befand sich im Alarmzustand. Bei neueren FBF (ca. ab 1999) darf die LED für 15 Minuten nicht vom Betreiber aus quittierbar sein. Der Hintergrund für diese Forderung ist, dass Brandmeldeanlagen des Öfteren vom Betreiber selbst zurückgestellt wurden und so von der Feuerwehr nicht nachvollzogen werden konnte ob die entsprechende Brandmeldeanlage ausgelöst hat oder nicht. Beim Rückstellen über den Taster, der aufgrund der Schließung nur von der Feuerwehr betätigt werden kann, erlischt die rote LED sofort, d. h. vor Ablauf der 15 Minuten. |
| ÜE ab _ A1 Mit dem Rastschalter bei lässt sich die Ansteuerung der ÜE durch die BMZ unterbrechen. Im Abschaltzustand leuchtet die gelbe LED. | ÜE Nr. XXX prüfen _ Mit dem Taster wird die Übertragungseinheit ausgelöst, ohne dass die BMA in den Alarmzustand übergeht. |

Für eine Probeauslösung können Steuerungen wie das Auslösen von Feuerschutztüren/-toren oder die automatische Abschaltung von Aufzugs- und Lüftungsanlagen von der Ansteuerung abgeschaltet werden.